# Allai
Allai (sardinski: Àllai) je grad i općina (comune) u pokrajini Oristanu u regiji Sardiniji, Italija. Nalazi se na nadmorskoj visini od 60 metara i ima 364 stanovnika.
 Prostire se na 27,36 km2. Gustoća naseljenosti je 13 st/km2.
Susjedne općine su: Busachi, Fordongianus, Ruinas, Samugheo, Siamanna, Siapiccia i Villaurbana.